# Marie-Antoinette de Bourbon-Naples
Pour les articles homonymes, voir Marie-Antoinette.
Marie-Antoinette de Naples et de Sicile, née le 14 décembre 1784 au palais de Caserte, dans le royaume de Sicile péninsulaire, et morte le 21 mai 1806 au palais royal d’Aranjuez, dans le royaume d’Espagne, dixième enfant du roi Ferdinand IV et III, roi de Naples et de Sicile (futur roi Ferdinand Ier des Deux-Siciles) et de l’archiduchesse Marie-Caroline d'Autriche, est l’épouse de l’infant Ferdinand (futur Ferdinand VII), héritier de la Couronne espagnole, titrée princesse des Asturies.

## Biographie
La princesse Marie-Antoinette de Bourbon-Naples porte le prénom de sa tante maternelle la reine de France Marie-Antoinette d'Autriche. Elle épouse le 4 octobre 1802 l’infant Ferdinand, prince des Asturies, fils aîné du roi Charles IV d’Espagne et de la princesse Marie-Louise de Parme. A la cour d'Espagne, la jeune femme se trouve en butte à l'hostilité de sa belle-mère, la reine Marie-Louise, jalouse de l'ascendant que la jeune femme avait sur le prince.
À la suite de deux fausses couches, l'union reste sans postérité.
La princesse Marie-Antoinette meurt de la tuberculose le 21 mai 1806 à l'âge de 21 ans.
Des rumeurs prétendaient que la reine Marie-Louise l'aurait fait empoisonner.
L’infant Ferdinand, veuf, devient roi d’Espagne de 1813 à 1833 sous le nom de Ferdinand VII et se remarie à trois reprises sans pouvoir engendrer l'héritier nécessaire. La modification de la loi successorale sera à l'origine des guerres carlistes qui ensanglanteront l'Espagne tout au long du siècle.

## Titres et honneurs

### Titulature
- 14 décembre 1784 — 6 octobre 1802 : Son Altesse Royale la princesse Marie-Antoinette de Naples et de Sicile
- 6 octobre 1802 — 21 mai 1806 : Son Altesse Royale la princesse des Asturies

### Honneur
| Dame de l’ordre royal des dames nobles de la reine Marie-Louise | Dame de l’ordre royal des dames nobles de la Reine Marie-Louise (6 octobre 1802 ; royaume d’Espagne) |